# Кълърашки район
Кълърашки район (на румънски: Raionul Călăraşi, Районул Кълърашь) е район в централната част на Молдова с административен център Кълъраш. Населението на Каларашки район е 81 300, а площта му 753,5 km2.